# Commer
Commer és un municipi francès situat al departament de Mayenne i a la regió de País del Loira. L'any 2007 tenia 1.150 habitants.

## Demografia

### Població
El 2007 la població de fet de Commer era de 1.150 persones. Hi havia 398 famílies de les quals 68 eren unipersonals (32 homes vivint sols i 36 dones vivint soles), 125 parelles sense fills, 181 parelles amb fills i 24 famílies monoparentals amb fills.
La població ha evolucionat segons el següent gràfic:
Habitants censats

### Habitatges
El 2007 hi havia 455 habitatges, 411 eren l'habitatge principal de la família, 12 eren segones residències i 32 estaven desocupats. 426 eren cases i 28 eren apartaments. Dels 411 habitatges principals, 305 estaven ocupats pels seus propietaris, 104 estaven llogats i ocupats pels llogaters i 1 estava cedit a títol gratuït; 1 tenia una cambra, 15 en tenien dues, 54 en tenien tres, 105 en tenien quatre i 235 en tenien cinc o més. 310 habitatges disposaven pel capbaix d'una plaça de pàrquing. A 147 habitatges hi havia un automòbil i a 244 n'hi havia dos o més.

### Piràmide de població
La piràmide de població per edats i sexe el 2009 era:
| Homes | Edats   | Dones |
| ----- | ------- | ----- |
| 0     | 95 o +  | 0     |
| 4     | 90 a 94 | 4     |
| 4     | 85 a 89 | 32    |
| 4     | 80 a 84 | 0     |
| 0     | 75 a 79 | 8     |
| 20    | 70 a 74 | 8     |
| 20    | 65 a 69 | 16    |
| 32    | 60 a 64 | 24    |
| 8     | 55 a 59 | 28    |
| 24    | 50 a 54 | 12    |
| 24    | 45 a 49 | 28    |
| 56    | 40 a 44 | 48    |
| 48    | 35 a 39 | 52    |
| 44    | 30 a 34 | 52    |
| 48    | 25 a 29 | 36    |
| 16    | 20 a 24 | 20    |
| 60    | 15 a 19 | 32    |
| 56    | 10 a 14 | 40    |
| 44    | 5 a 9   | 56    |
| 40    | 0 a 4   | 28    |

## Economia
El 2007 la població en edat de treballar era de 760 persones, 615 eren actives i 145 eren inactives. De les 615 persones actives 585 estaven ocupades (320 homes i 265 dones) i 29 estaven aturades (18 homes i 11 dones). De les 145 persones inactives 44 estaven jubilades, 70 estaven estudiant i 31 estaven classificades com a «altres inactius».

### Ingressos
El 2009 a Commer hi havia 453 unitats fiscals que integraven 1.283 persones, la mediana anual d'ingressos fiscals per persona era de 17.009 €.

### Activitats econòmiques
Dels 39 establiments que hi havia el 2007, 3 eren d'empreses extractives, 2 d'empreses alimentàries, 1 d'una empresa de fabricació de material elèctric, 1 d'una empresa de fabricació d'altres productes industrials, 11 d'empreses de construcció, 8 d'empreses de comerç i reparació d'automòbils, 3 d'empreses de transport, 2 d'empreses d'hostatgeria i restauració, 2 d'empreses de serveis, 2 d'entitats de l'administració pública i 4 d'empreses classificades com a «altres activitats de serveis».
Dels 14 establiments de servei als particulars que hi havia el 2009, 2 eren tallers de reparació d'automòbils i de material agrícola, 2 paletes, 2 guixaires pintors, 3 fusteries, 1 lampisteria, 2 electricistes, 1 perruqueria i 1 restaurant.
Els 2 establiments comercials que hi havia el 2009 eren fleques.
L'any 2000 a Commer hi havia 55 explotacions agrícoles que ocupaven un total de 2.014 hectàrees.

## Equipaments sanitaris i escolars
El 2009 hi havia una escola elemental.

## Poblacions més properes
El següent diagrama mostra les poblacions més properes.